# Iryna Kakueva
Iryna Kakueva (in bielorusso Ірына Какуева?; Podozercy, 24 giugno 1973) è un'ex biatleta bielorussa.

## Biografia
In Coppa del Mondo ottenne il primo risultato di rilievo il 9 dicembre 1993 a Bad Gastein (52ª) e il miglior piazzamento il 17 marzo 1994 a Canmore (7ª).
In carriera prese parte a un'edizione dei Giochi olimpici invernali, Lillehammer 1994 (6ª nella sprint, 28ª nell'individuale, 6ª nella staffetta), e a una dei Campionati mondiali, vincendo una medaglia.

## Palmarès

### Mondiali
- 1 medaglia:
  - 1 oro (gara a squadre[2] a Canmore 1994)

### Coppa del Mondo
- Miglior piazzamento in classifica generale: 20ª nel 1994